# کلیفتون وب
کلیفتون وب (انگلیسی: Clifton Webb؛ زاده ۱۹ نوامبر ۱۸۸۹ –  درگذشته ۱۳ اکتبر ۱۹۶۶) یک هنرپیشه اهل ایالات متحده آمریکا بود. وی بین سال‌های ۱۹۱۳ تا ۱۹۶۲ میلادی فعالیت می‌کرد.
از فیلم‌ها یا برنامه‌های تلویزیونی که وی در آن نقش داشته است می‌توان به لورا و دوجینش ارزان‌تر است اشاره کرد.

## جوایز
- برنده بهترین بازیگر مکمل مرد - ۱۹۴۶ گلدن گلوب